# パク・シヒョン
パク・シヒョン（1986年11月29日-  )は大韓民国の歌手だ。 もともとの名前は「パク・ジュヒョン」でしたが、「パク・シヒョン」に改名した。

## 経歴・人物
韓国ガールズグループ「SPICA」出身のパク・シヒョンが文化芸術コンテンツ専門企業アルテコリアと専属契約。アルテコリア側は15日、公式報道資料を通じて「パク・シヒョンがアルテコリアと最近、専属契約を締結し、女優として本格的な活動を始動する」 。
2017年2月、公式解散を宣言した「SPICA」は現在、メンバー各自個性ある活動を展開している。ただし、活動が少なかったパク・シヒョンはこれまで女優活動のための準備に拍車をかけた。
所属事務所の関係者は「自社が制作準備をしてきた映画オーディションの会場でパク・シヒョンを初めて見たが、数百名のオーディション参加者の中で抜群だった」とし「女性にもかかわらず、カリスマがあり、歩いて入ってくる姿にオーラを感じた。唯一キャスティング後、自社に迎え入れた俳優だった」とし、パク・シヒョンの今後の活動に多くの関心を呼びかけた。
一方、アルテコリアはパク・シヒョンをはじめ、キム・ヨンホとオ・テギュ、キム・ビョングクなどが所属している芸能事務所。

## ドラマ
- 2020年SBS月火ドラマグッドキャスティング - 日光ハイテックスタッフ役